# قرار مجلس الأمن التابع للأمم المتحدة رقم 2076
قرار مجلس الأمن التابع للأمم المتحدة رقم 2076، المتخذ بالإجماع في 20 نوفمبر 2012. طالب مجلس الأمن بالانسحاب الفوري للجماعة المسلحة المعروفة باسم حركة 23 مارس (M23) من مدينة غوما الشرقية الكونغولية ووقف أي تقدم إضافي، داعيا إلى توضيح التقارير المتعلقة بالدعم الخارجي المقدم للجماعة ومبينا استعداده للتصرف على أساس المعلومات الواردة.

## روابط خارجية
- نص القرار في undocs.org